# AIDS (virus informatique)
AIDS (littéralement SIDA en anglais) est un virus informatique codé en Turbo Pascal 3.01a qui écrit sur les fichiers .com. C'est le premier virus connu qui a exploité la faille "fichier correspondant" de MS-DOS. Sous MS-DOS, si les deux fichiers foo.com et foo.exe existent, alors foo.com sera toujours exécuté en premier. Par conséquent, en créant des fichiers .com infectés, ceux-ci seront exécutés avant les fichiers .exe du même nom.
Lorsque le virus AIDS se lance, il affiche ceci à l'écran le message suivant :
ATTENTION I have been elected to inform you that throughout your process of collecting and executing files, you have accdientally ¶HÜ¢KΣ► [PHUCKED] yourself over: again, that's PHUCKED yourself over. No, it cannot be; YES, it CAN be, a √ìτûs [virus] has infected your system. Now what do you have to say about that? HAHAHAHAHA. Have ¶HÜÑ [PHUN] with this one and remember, there is NO cure for AIDS

Dans ce message, le mot "AIDS" est écrit sur la moitié de l'écran. Le système se met en pause et doit être rebooté.
Le virus AIDS écrit sur les 13 952 bytes d'un fichier .com infecté. Ces fichiers corrompus doivent être supprimés et remplacés par des sauvegardes non corrompues pour supprimer le virus. Il est impossible de récupérer l'information originale du fichier sur la partie réécrite.
Le virus AIDS II semble être une version plus élégante de AIDS. Cette deuxième version utilise la même faille de MS-DOS.

## Liens Externes
- AIDS MS-DOS Virus, vidéo YouTube d'une infection AIDS par Ripspawnguild